# Häusleralm
Die Häusleralm ist eine Alm in der Goldberggruppe bei Mallnitz in Kärnten auf 1868 m ü. A.
Die Alm war im Sommer und Winter ein oft besuchter Ausflugsort, da ab 1950 vom Bahnhof Mallnitz ein Einer-Sessellift dorthin führte, der später noch einen zweiten Lift zur Seite erhielt. Dadurch entstand hier in den 1950er Jahren eines der ersten Skigebiete Kärntens. Durch die intensive Erweiterung des Skigebietes am Ankogel und die zunehmende Erschließung des Mölltaler Gletschers verlor die Häusleralm zunehmend an Bedeutung, was sich nach dem 1997 erfolgten Abriss der Sessellifte verstärkte. Heute ist die Häusleralm als Aussichtsplattform bekannt. Von der Alm bieten sich weite Fernsichten auf die Hohen Tauern und den Ankogel sowie in das Dösental. Eine Gastwirtschaft versorgte früher die Tagesgäste und wurde inzwischen saniert. 